# Kollegiatstift Altötting
Das Kollegiatstift Altötting bestand zuerst als Kloster von 876/877 bis 907 und dann als Kollegiatstift von 1228 bis 1803. Im Jahr 1930 wurde das Kollegiatstift ohne eigenes Vermögen wiedererrichtet.

## Gebiet des ehemaligen Kollegiatstifts
Dem Kollegiatstift Altötting waren die Pfarreien Altötting, Waldötting (das heutige Kastl) und Unterneukirchen inkorporiert. Diese Pfarreien wurden mit Kanonikern besetzt. Im Jahr 1401 kamen Neuötting, Alzgern, Burgkirchen am Wald, Hirschhorn, Perach und Rogglfing hinzu. Im Jahr 1404 wurde auch Eggenfelden inkorporiert, 1424 Oberaichbach. Der umfangreiche Grundbesitz des Stifts wurde 1803 im Zuge der Säkularisation enteignet; die Pfarreien wurden selbstständig.

## Geschichte

### Gründung und Untergang des Klosters Ötting
König Karlmann stiftete 876/877 das Kloster Ötting, dem er die Pfalzkapelle zu Altötting und die Abtei Mattsee übergab. Im Jahr 880 fand Karlmann in dem von ihm gegründeten Kloster seine Grabstätte. Auch sein Sohn Arnolf von Kärnten starb 898 in Altötting und wurde hier auch begraben. Dessen Sohn Ludwig das Kind wiederum war 893 in Altötting geboren worden. Bereits kurz nach der Gründung des Klosters dürfte eine Stiftskirche entstanden sein, die den Heiligen Maximilian und Felicitas geweiht war. Wahrscheinlich überstand das Kloster Ötting die Ungarneinfälle im frühen 10. Jahrhundert, da auch später noch vereinzelte Hinweise überliefert sind. Allerdings dürfte das klösterliche Leben im Laufe des 10., spätestens aber im 11. Jahrhundert zum Erliegen gekommen sein.

### Wiedererrichtung als Kollegiatstift im 13. Jahrhundert
Der Wittelsbacher Herzog Ludwig der Kelheimer veranlasste um 1228 die Wiedergründung des Klosters als Kollegiatstift. Da 1224 die Stadt Neuötting gegründet worden war, wurde es als Kollegiatstift Altötting bezeichnet. Dieses war mit zwölf Kanonikern besetzt, die der Leitung eines Propstes und eines Dekans unterstellt waren. Im Jahr 1231 wurde das Stift vom Salzburger Erzbischof Eberhard bestätigt, der gleichzeitig die Stiftskanoniker zur Einhaltung der Aachener Regel verpflichtete.

### Geschichte des Kollegiatstifts (1228–1803)
Bereits im Jahr 1228 war mit dem Neubau einer Stiftskirche begonnen worden. 1245 konnte die dreischiffige Basilika im Stile der Romanik schließlich geweiht werden. Im Zuge der immer stärker einsetzenden Wallfahrt nach Altötting wurde Ende des 15. Jahrhunderts der Neubau der bis heute bestehenden Stiftspfarrkirche St. Philipp und Jakob mit dem zugehörigen Kollegiatstifts-Kreuzgang notwendig. Die spätgotische Hallenkirche wurde im Jahr 1511 fertiggestellt.
Im Jahr 1491 erlaubte Papst Innozenz VIII. die Einführung des weniger strengen Passauer Ritus, der sich am Zusammenleben des Passauer Domkapitels orientierte. Seit dem 16. Jahrhundert residierte dementsprechend der Propst des wohlhabenden Stifts meist nicht mehr in Altötting. Um 1500 unterstanden dem Scholaster der Stiftsschule bereits drei Lateinlehrer. 1571 erließ Propst Martin Eisengrein für eine dreiklassige Elementar- und Lateinschule eine neue Studienordnung.
Die kriegerischen Auseinandersetzungen zwischen Bayern, Österreich und dem Erzbistum Salzburg setzten dem Stift stark zu. So war im Jahr 1608 die Anzahl der Kanoniker auf nur mehr drei geschrumpft. 1627 wurde die Anzahl der Pfründen von acht auf zehn erhöht; diese waren aber nicht von Dauer. Zehn Jahre später, 1637, wurden für das Absingen der marianischen Tagzeiten an der Gnadenkapelle sechs Kaplanstellen gestiftet. Diese sechs Kapläne, der Hofmarkspfarrer und der Waldpfarrer, die dem Stift zugeordnet waren, stiegen 1672 in den Rang von Kanonikern auf und bildeten das so genannte „jüngere Stiftsgremium“. Somit bestanden nunmehr sechzehn Präbenden, von denen im 18. Jahrhundert zumeist vier wegen mangelnden Einkommens unbesetzt blieben. Ende des 18. Jahrhunderts wurden die Kanoniker mit violetter Chorkleidung nebst Kapitelzeichen ausgestattet. Im Jahr 1803 wurde das Kollegiatstift Altötting im Zuge der Säkularisation aufgelöst.

### Pröpste und Administratoren des Kollegiatstifts
Bislang sind nur wenige Pröpste und Administratoren des Klosterstifts Altötting bekannt, von denen das Klosterstift, das „vom Mittelalter bis ins 19. Jahrhundert (..) den Rang einer Stiftshofmark ohne eigenständige Verwaltung“ innehatte, vermutlich meist nur als zusätzlich gewinnbringende Pfründe wahrgenommen wurde.

### Wiedergründung als Ehrenkanonikatsstift im 20. Jahrhundert
Im Jahr 1925 wurden die Privilegien zum Tragen der Pontifikalien  (Mitra und Bischofsring) für Mitglieder des Kollegiatstifts erneuert. Unter diesen Vorzeichen wurde 1930 das Kollegiatstift als Ehrenkanonikatsstift St. Rupertus ohne eigenes Vermögen wiederbelebt. Seither besetzen überwiegend pensionierte Priester der Diözese Passau das Stiftskapitel. Diese betätigen sich vor allem als Ansprechpartner und Beichtväter für die zahlreichen Altötting-Wallfahrer. Nach dem Zweiten Vatikanischen Konzil wurden die Privilegien wieder abgeschafft, aber seit 1990 darf der amtierende Stiftspropst nach einem Privileg von Papst Johannes Paul II. wieder die Insignien Mitra, Brustkreuz und Ring tragen, nicht jedoch den Krummstab.

## Bauwerke

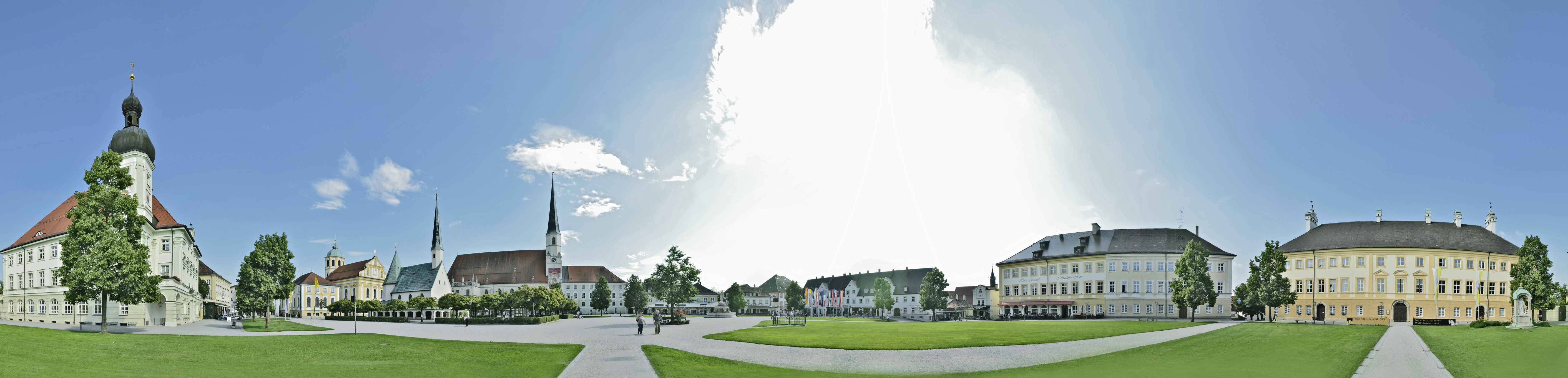
360°-Panorama Kapellplatz
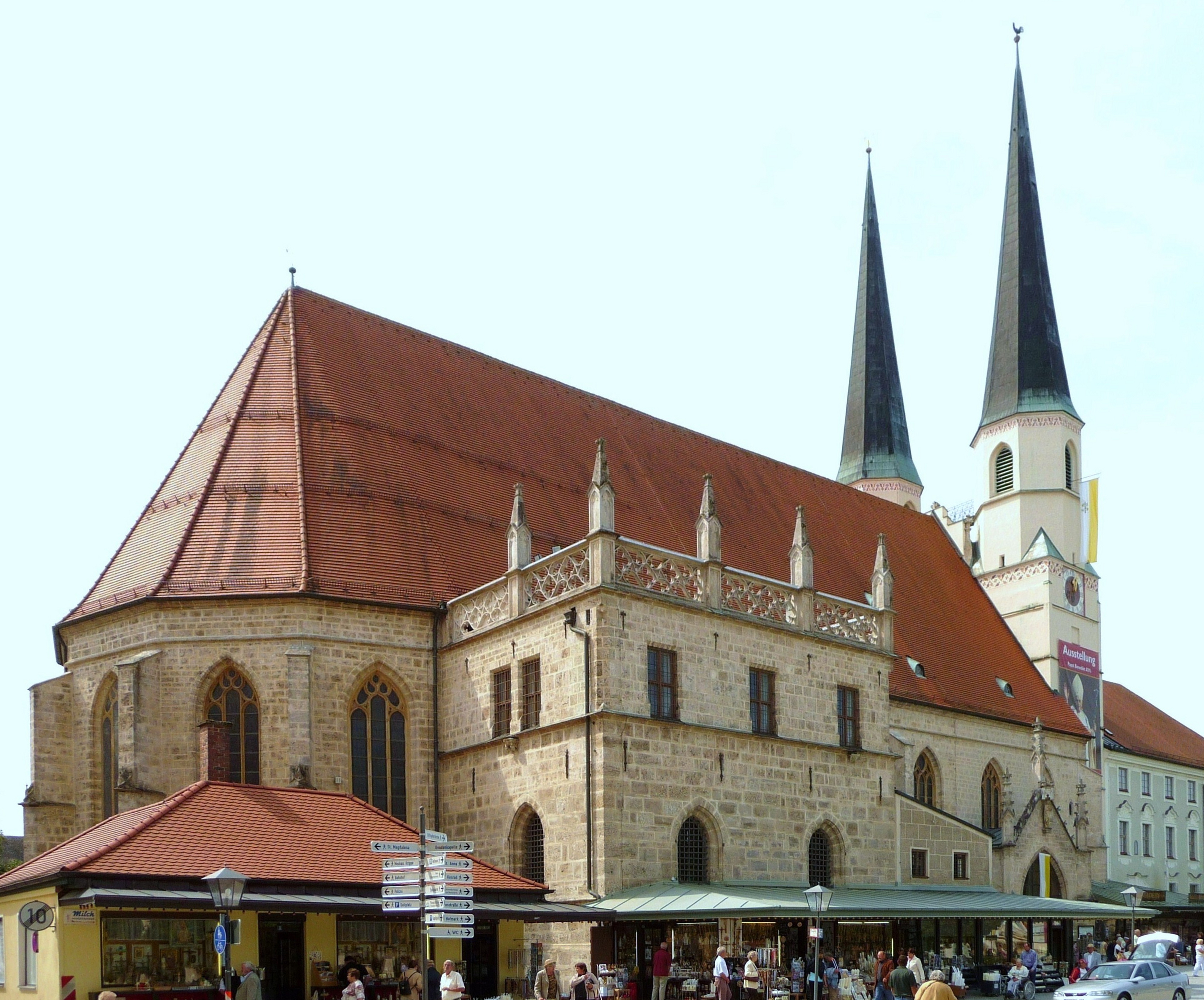
Stiftspfarrkirche St. Philipp und Jakob
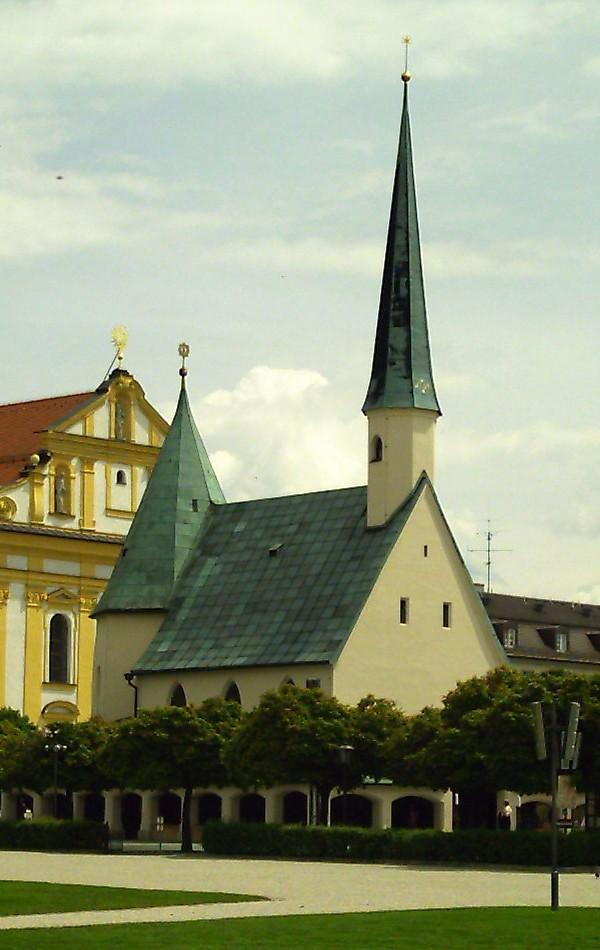
Die Gnadenkapelle
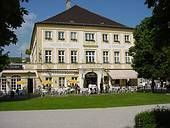
Hotel zur Post

- Kapellplatz (achteckige Anlage von Enrico Zuccalli) mit
  - Gnadenkapelle, im Kern von ca. 700, mit Gnadenaltar von 1670 und einem Umgang mit über 2.000 Votivbildern. Bestattungsort von Herzen bayerischer Herrscher.
  - Stiftspfarrkirche St. Philipp und Jakob (gotische Hallenkirche, 1499–1511) mit anschließendem Kreuzgang des Kollegiatstifts
  - St.-Magdalena-Kirche (barocke Wallfahrtskirche, 1697–1700)
  - Kongregationssaal der Marianischen Männerkongregation
  - Stiftspropstei (13. Jahrhundert, 1683 barockisiert, heute Berufsfachschule für Musik)
  - Alter Chorherrenstock
  - Neuer Chorherrenstock (von Zuccalli)
  - Stiftsdekanei (heute Pfarrhof und Wallfahrtsmuseum)
  - Hotel zur Post (vormals Hoftaverne von Zuccalli)
  - Marienbrunnen (von Santino Solari 1635–1637, Stiftung des Erzbischofs Paris Lodron)